# Ламское (Липецкая область)
Ламско́е — село в Становлянском районе Липецкой области. Центр Ламского сельсовета.
Стоит на правом берегу реки Семенек.
По данным 1776 года, это было крепостное село Ламское, в котором на тот момент было 56 дворов.
Название получило по оврагу Ламскому. Топонимисты считают, что топоним перенесён из Прибалтики ; на литовском языке loma — низина.
Сегодня село Ламское и соседняя деревня Ламская, которая примыкает к северном границе, фактически единый населенный пункт.
В сентябре 2006 года в Ламском коммунисты установили памятник В. И. Ленину. Прежде памятник стоял в Чаплыгине на территории чугунолитейного завода. Реставрация и перевозка обошлась в 50 тыс. рублей .
В селе родился Герой Советского Союза Матвей Окороков.

## Население
| 1959 | 2010 |
| ---- | ---- |
| 587  | ↘579 |